# Polysyncraton lodix
Polysyncraton lodix är en sjöpungsart som beskrevs av Kott 200. Polysyncraton lodix ingår i släktet Polysyncraton och familjen Didemnidae. Inga underarter finns listade i Catalogue of Life.